# Rahbat
Rahbat (în arabă الرحبات) este o comună din provincia Batna, Algeria.
Populația comunei este de 10.806 locuitori (2008).